# Blaugies
 Blaugies  is een dorp in de Belgische provincie Henegouwen, en een deelgemeente van de Waalse stad Dour. Tot 1 januari 1977 was het een zelfstandige gemeente.

## Bezienswaardigheden
- De Sint-Albinuskerk (Église Saint-Aubin) is een 16e-eeuws gotisch kerkgebouw met een 15e-eeuwse toren. De kerk bezit onder meer een doopvont uit de 12e eeuw en een retabel uit de 16e eeuw.
- De Onze-Lieve-Vrouw van de Vredekapel (Chapelle Notre-Dame de la Paix) werd vermoedelijk gebouwd tijdens de oorlogen van Lodewijk XIV. In 1778 werd hij gerestaureerd.
- Het Kasteel van Blaugies was feitelijk een versterkte boerderij die in 1720 werd herbouwd in het centrum van het dorp.  Het werd een boerderij. In de 20e eeuw kwam hier een bejaardentehuis en van het oorspronkelijke gebouw bleef het poortgebouw gespaard.

## Natuur en landschap
De hoogte aan de kerk bedraagt 134 meter.

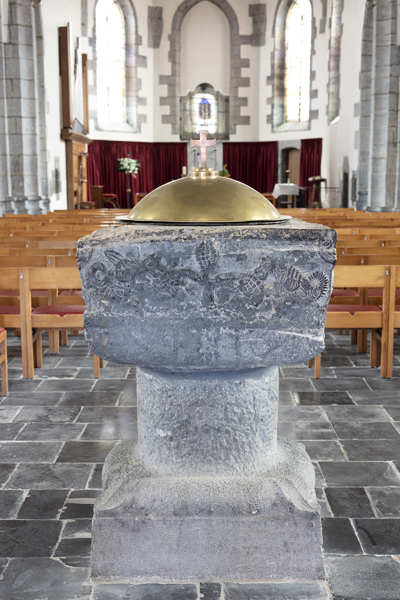
Église Saint-Aubin, doopvont
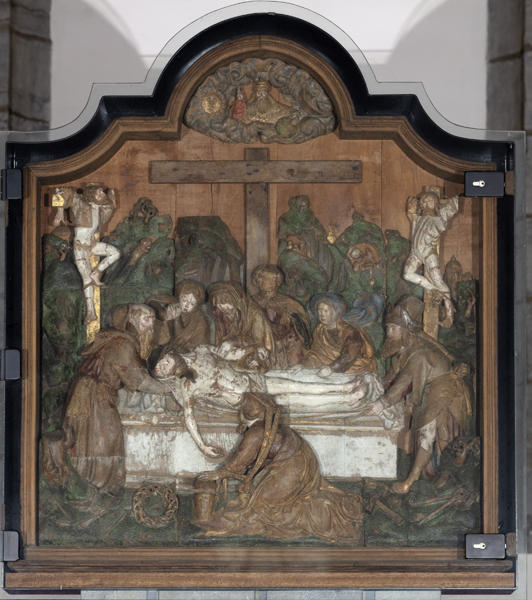
Église Saint-Aubin, retabel
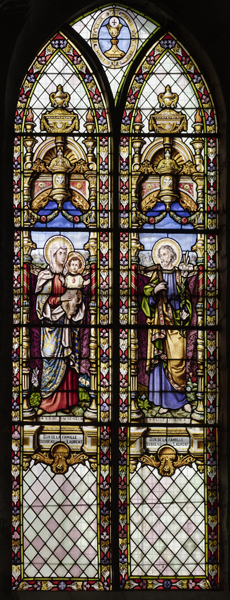
Église Saint-Aubin, glasvenster

## Demografische ontwikkeling
- Bronnen:NIS, Opm:1831 tot en met 1970=volkstellingen, 1976= inowneraantal op 31 december

## Nabijgelegen kernen
Erquennes, Petit-Dour, Dour